# Opération Paravane
L'opération Paravane est un raid aérien destiné à détruire le cuirassé allemand Tirpitz ancré dans le fjord d'Altafjord. Cette attaque eut lieu le 15 septembre 1944. Le Tirpitz fut endommagé par ce raid.

## Préparation de l'opération
| \| Localisation de Yagodnik. · Yagodnik \| Localisation de Yagodnik. |
| Localisation de Yagodnik. · Yagodnik                                 |

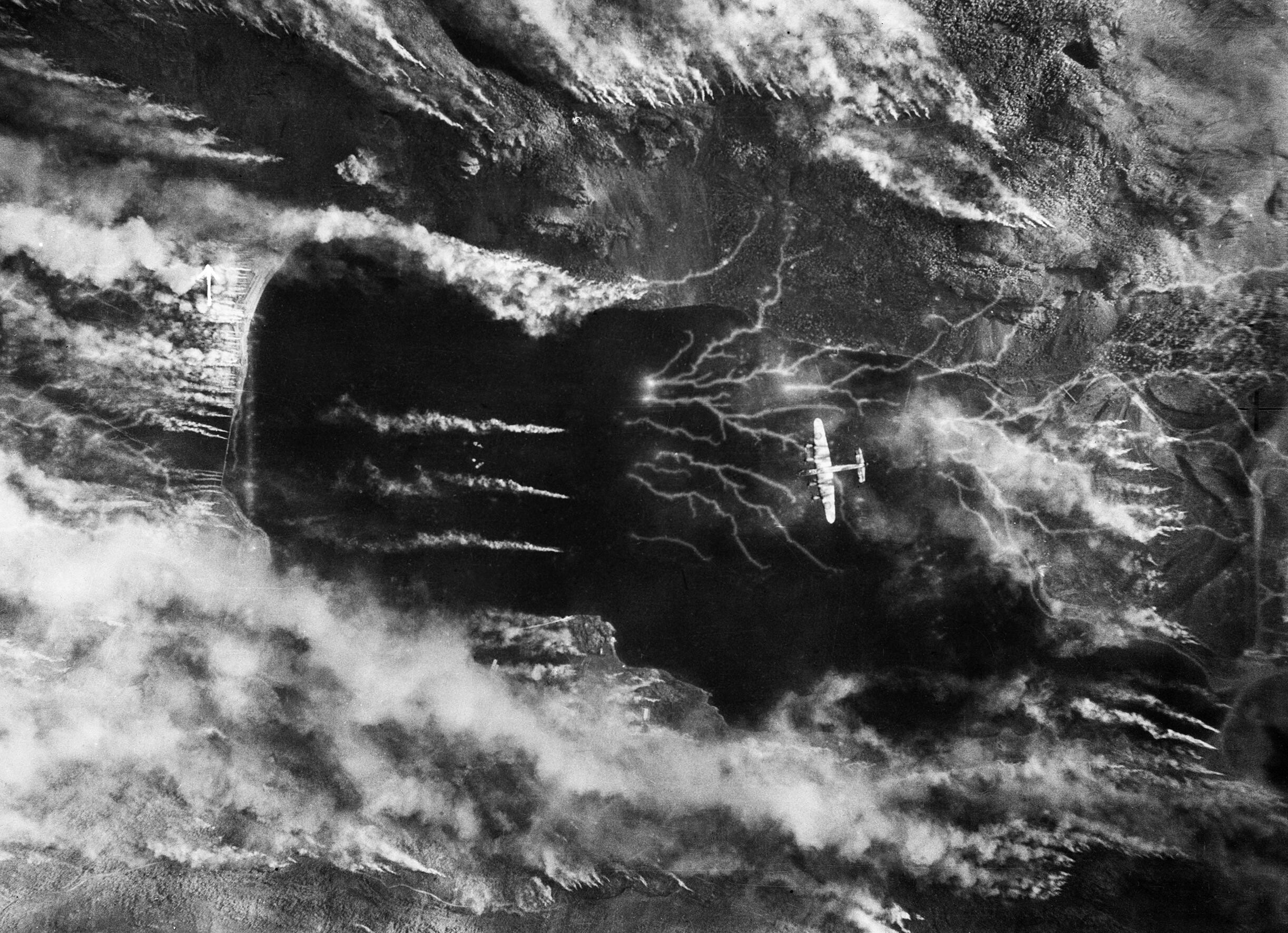
Bombardier britannique Avro Lancaster au-dessus du Kaafjord pendant l'opération Paravane.

Après plusieurs échecs (Opération Source, Opération Tungsten, Opération Mascot, Opérations Goodwood), les Anglais sont toujours résolus à détruire le Tirpitz. Le vice-maréchal de l'air Ralph Cochrane planifie l'attaque qui sera menée par le capitaine James Brian Tait (en).
L'attaque doit être menée par des Avro Lancaster armés de bombes Tallboy. 38 bombardiers du No. 5 Group RAF (en) et No. 617 Squadron RAF sont prévus. La distance étant trop grande depuis l’Angleterre, il est prévu de les faire décoller de la base russe de Yagodnik (en) située à 1 000 km du Tirpitz.

## Déroulement des opérations

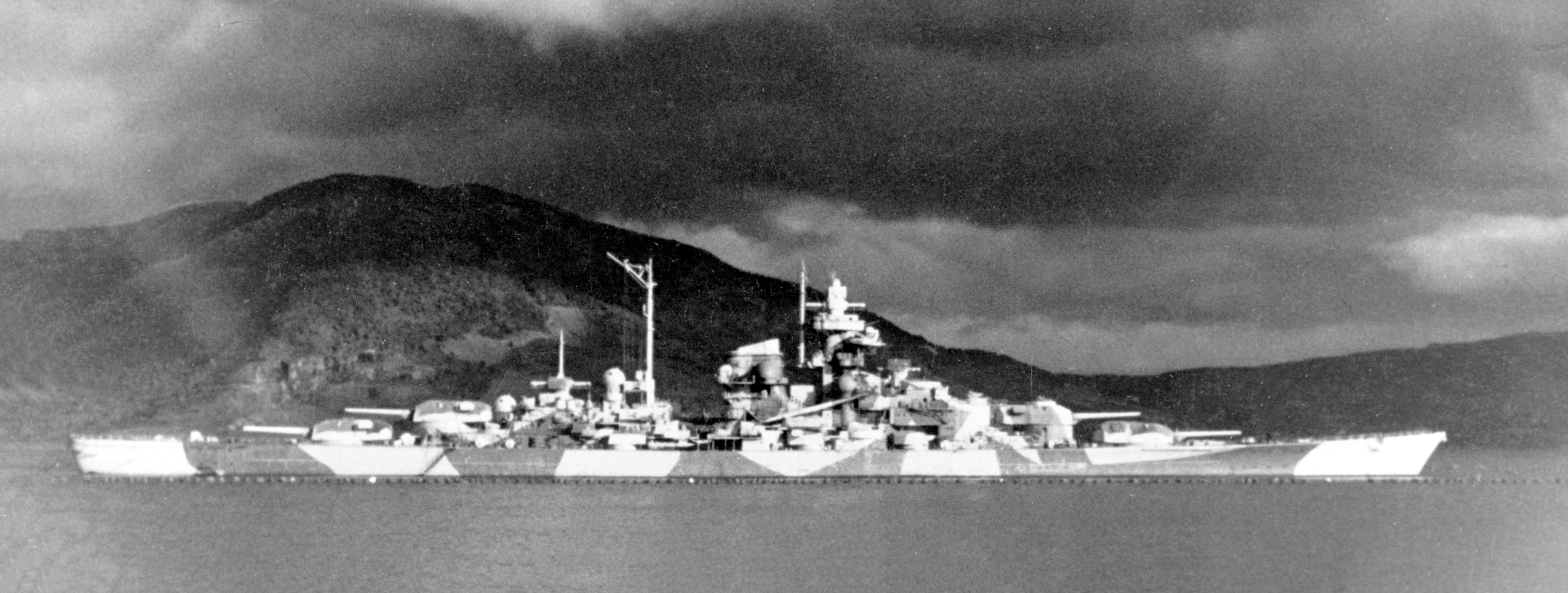
Le Tirpitz en Norvège.

Le 10 septembre, trente trois bombardiers Avro Lancaster et deux B-24 Liberator, chargés de transporter les équipes d'entretien, décollent en direction de la base de Lossiemouth pour ravitailler puis pour l'URSS. Des erreurs de navigation causent la perte de 6 bombardiers. Pendant trois jours, la pluie empêche les avions de décoller. Le 15 novembre, finalement, 21 avions armés de Tallboy et 6 armés de mines partent pour la mission. Les écrans de fumées dissimulent rapidement le Tirpitz. Seize bombes sont larguées. Une des bombes explose près de la poupe et provoque une inondation.

## Conséquences
Ne disposant plus de dock assez grand pour le réparer, les Allemands décident de déplacer le cuirassé vers un endroit où il pourra servir de batterie flottante. Il prend la mer le 15 octobre 1944 par ses propres moyens pour Tromsø.
Le Tirpitz sera attaqué à nouveau le 29 octobre puis le 12 novembre 1944, ce qui finira par le couler.